# Scartelaos histophorus
Scartelaos histophorus — вид риб родини Оксудеркових (Oxudercidae).

## Опис
Риба завдовжки до 14 см.

## Поширення
Риба поширена в Індо-Тихоокеанському регіоні від узбережжя Пакистану на північ до Японії та на південь до Австралії. Зареєстрований у прісноводній дельті річки Меконг.

## Спосіб життя
Риба живе у припливній зоні. Зустрічається на піщаному або мулистому березі, серед мангрових зарослів, а також у прісних болотах дельти річок. Живиться водоростями, веслоногими рачками, молюсками та нематодами.